# طلال الفاضل
طلال الفاضل (انگلیسی: Talal Al Fadhel؛ زادهٔ ۱۱ اوت ۱۹۹۰) بازیکن فوتبال اهل کویت است.
از باشگاه‌هایی که در آن بازی کرده‌است می‌توان به باشگاه ورزشی کاظمه کویت اشاره کرد.
وی همچنین در تیم ملی فوتبال کویت بازی کرده‌است.